# 미카엘 랑드로
미카엘 뱅상 앙드레-마리 랑드로(프랑스어: Mickaël Vincent André-Marie Landreau, 1979년 5월 14일, 프랑스 마슈쿨 ~ )는 프랑스의 전 축구 선수이다.